# گالاودا
گالاودا (به لاتین: Galauda) یک منطقهٔ مسکونی در سری‌لانکا است که در استان یووا واقع شده‌است.